# Франсіско Інестроса
Франсіско Інестроса — тимчасовий президент Гондурасу упродовж двох із половиною місяців на початку 1864 року.